# Frédéric Johansen
Frédéric Johansen (* 13. Oktober 1972 in Colmar; † 20. Dezember 1992 in Ensisheim) war ein französischer Fußballspieler.

## Karriere
Der 165 Zentimeter große Mittelfeldspieler Johansen wuchs in Colmar auf und spielte in seiner Jugend für den lokalen Verein SR Colmar. Dabei zeigte er ein solches Talent, dass sich rund zwanzig französische Vereine für den Jugendlichen interessierten, dessen Wahl letztlich auf den elsässischen Nachbarklub FC Mulhouse fiel. Mit seinem Wechsel 1988 wurde er trotz seines Alters von 15 Jahren direkt in den Profikader des Zweitligisten aufgenommen. Aufgrund einer starken Konkurrenz kam er jedoch in dieser zunächst nicht zum Einsatz und hatte so 1989 keinen Anteil am Aufstieg in die erste Liga; den Abstieg ein Jahr darauf musste er ebenfalls unbeteiligt hinnehmen. Im Anschluss daran konnte er sich hingegen im Team etablieren und avancierte zu einem Leistungsträger. Dies brachte ihm einen Platz in der  französischen U-21-Auswahl ein, wo er gemeinsam mit Spielern wie Zinedine Zidane auflief und neun Partien mit einem Tor bestritt. Zugleich erhielt er Angebote von den Erstligavereinen AJ Auxerre und FC Nantes, die er aber zurückwies. Stattdessen einigte sich der Spieler, der bereits mit der französischen A-Nationalmannschaft in Verbindung gebracht wurde, gegen Ende des Jahres 1992 auf einen Wechsel zu Racing Straßburg im darauffolgenden Sommer.

## Tod
Am Morgen des 20. Dezember 1992 verlor Johansen nahe Ensisheim die Kontrolle über sein Auto, prallte mit diesem in Bäume neben der Straße und starb noch an der Unfallstelle. Infolge seines Todes wurde eine Tribüne des Stade de l’Ill, in dem der FC Mulhouse antritt, nach ihm benannt. Sein jüngerer Bruder Pascal Johansen schaffte später den Sprung in den Profifußball.